# Sông Jurong
Sông Jurong (còn được biết đến với tên gọi Sungei Jurong) là một con sông ở Đông Jurong, Singapore.
Dòng sông này chảy qua tiểu khu sông Jurong. Tiểu khu này được bao bọc bởi Đường cao tốc Ayer Rajah, Đường Cảng Jurong (Jurong Port Road), Đường Jalan Buroh và Đường Penjuru.